# Iluixuma
Iluixuma va ser rei d'Assur (Assíria) cap als anys 1945 aC i 1906 aC, segons la cronologia mitjana. Va succeir al seu pare Xallimahhe. El seu nom consta a la Llista dels reis d'Assíria, en una secció on es diu que d'aquest rei (i d'altres) no es coneixen els Limmu o epònims, i per això són de difícil datació.
El fet principal del seu regnat va ser l'expedició militar que va fer al sud de Mesopotàmia atacant al rei babiloni Sumuabum (que potser va regnar entre els anys 1894 aC i1880 aC) i a l'estat sumeri d'Isin. Va conquerir Der, i va expulsar els governants amorites de Nippur i d'Ur. Der era el principal centre de caravanes que es dirigien a Elam i Ur era el port principal de Mesopotàmia. El va succeir el seu fill Erixum I, i un altre fill, Ikunum, després també va ser rei.